# Biblioteca Santa Cruz (Valladolid)

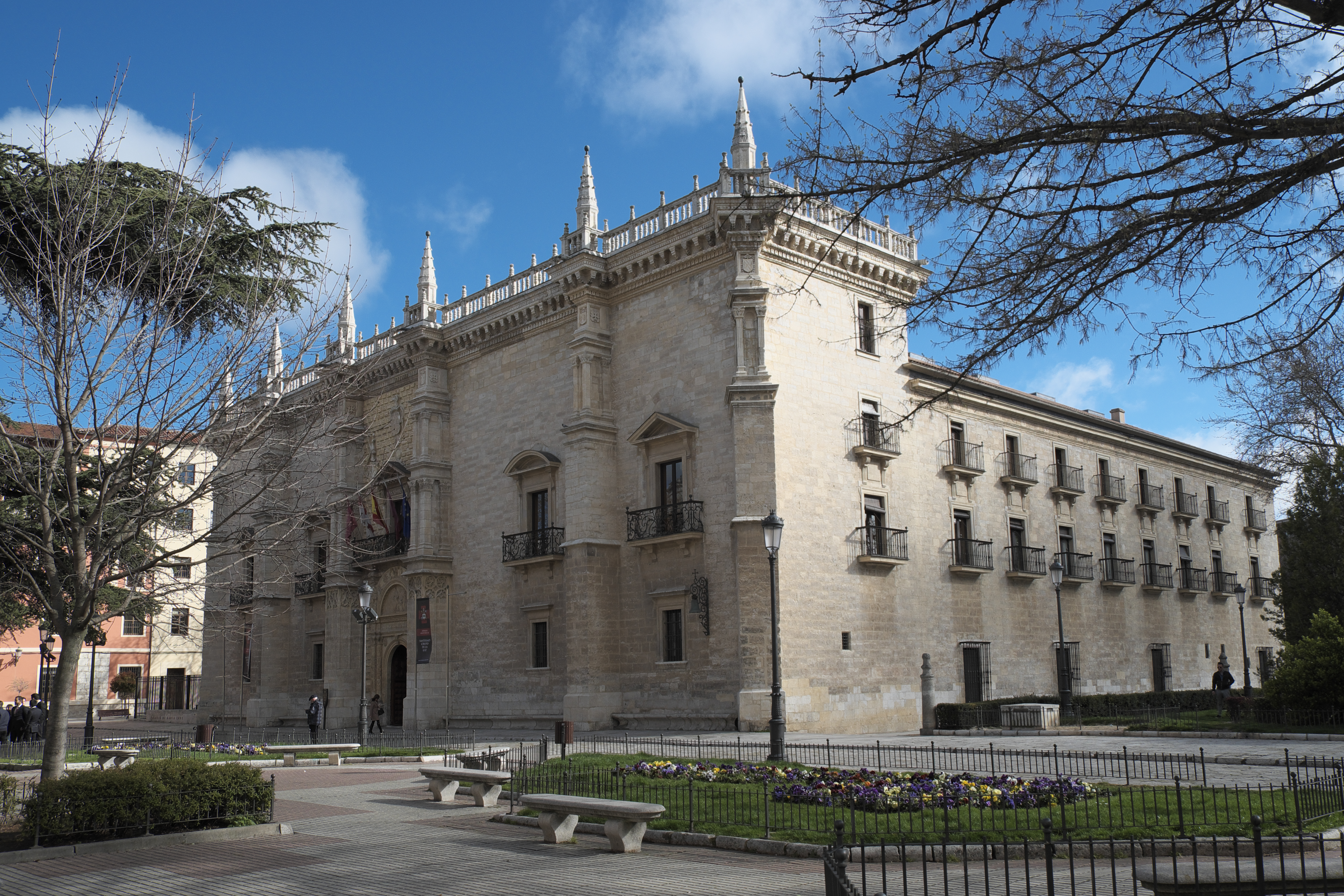
Palacio de Santa Cruz, in dem die Biblioteca Santa Cruz untergebracht ist

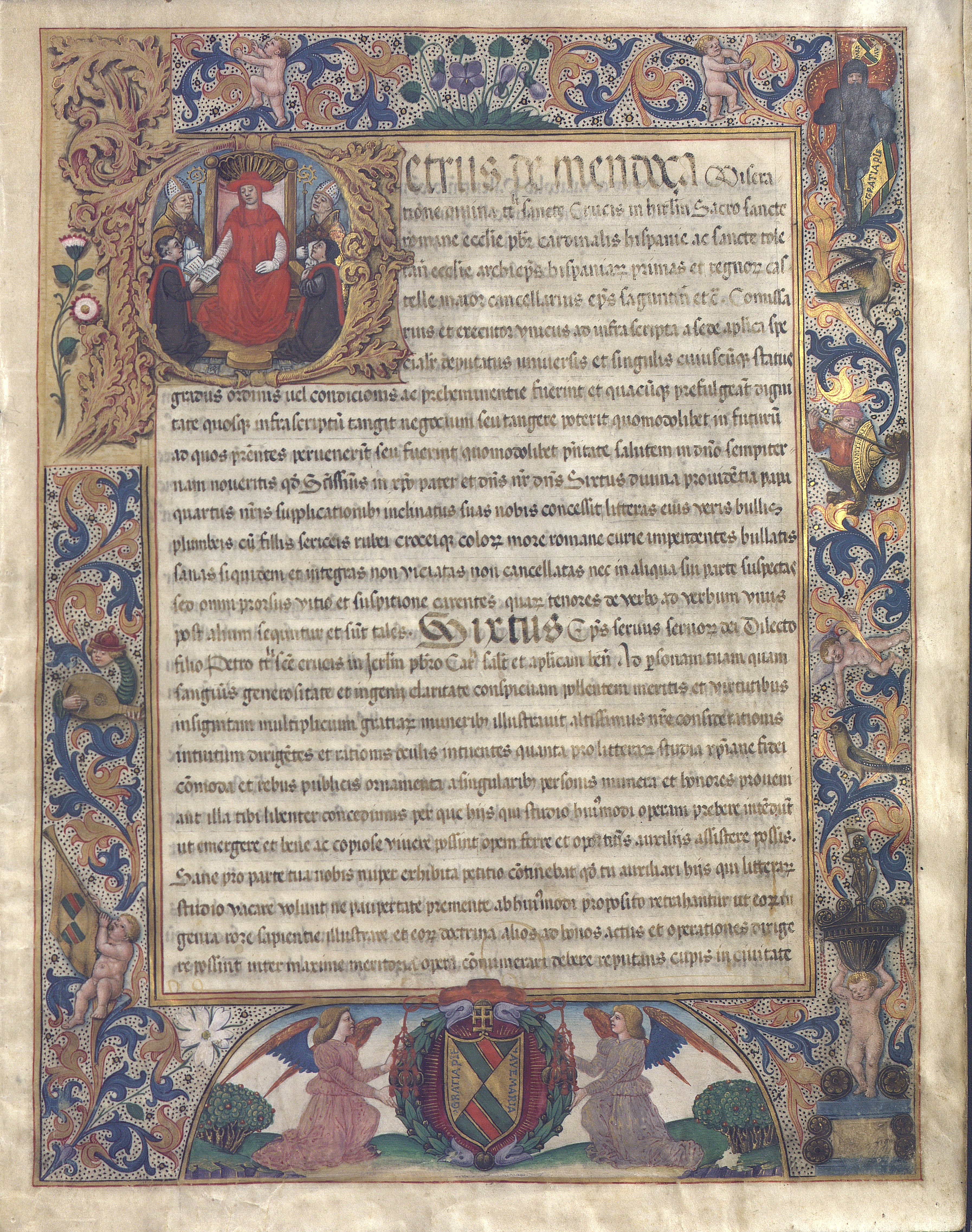
Gründungsurkunde des Colegio Mayor Santa Cruz

Die Biblioteca Santa Cruz (Bibliothek des heiligen Kreuzes) in Valladolid, der Hauptstadt der gleichnamigen Provinz in der spanischen Autonomen Gemeinschaft Kastilien und León, ist im Palacio de Santa Cruz untergebracht. Sie war ursprünglich die Bibliothek des Colegio Mayor Santa Cruz, das 1483 von Kardinal Pedro González de Mendoza als Kolleg für die Studenten der Universität Valladolid gegründet und in den Jahren 1486 bis 1492 errichtet worden war. 

## Bibliothekssaal
Über den Bücherschränken sieht man das Wappen des Hauses Mendoza, meist mit der Inschrift Ave Maria Gracia Plena (Gegrüßet seist du, Maria, voll der Gnade). Das große Gemälde an der Stirnseite des Raumes stellt den Gründer des Kollegs und seiner Bibliothek, den Kardinal Pedro González de Mendoza, zu Pferde dar. Zu seiner Rechten schweben zwei Engel, die das Jerusalemkreuz halten, zu seiner Linken sieht man das Wappen des Kardinals. Das Bild wurde 1705 von dem aus Valladolid stammenden Maler Manuel Petí Vander ausgeführt.

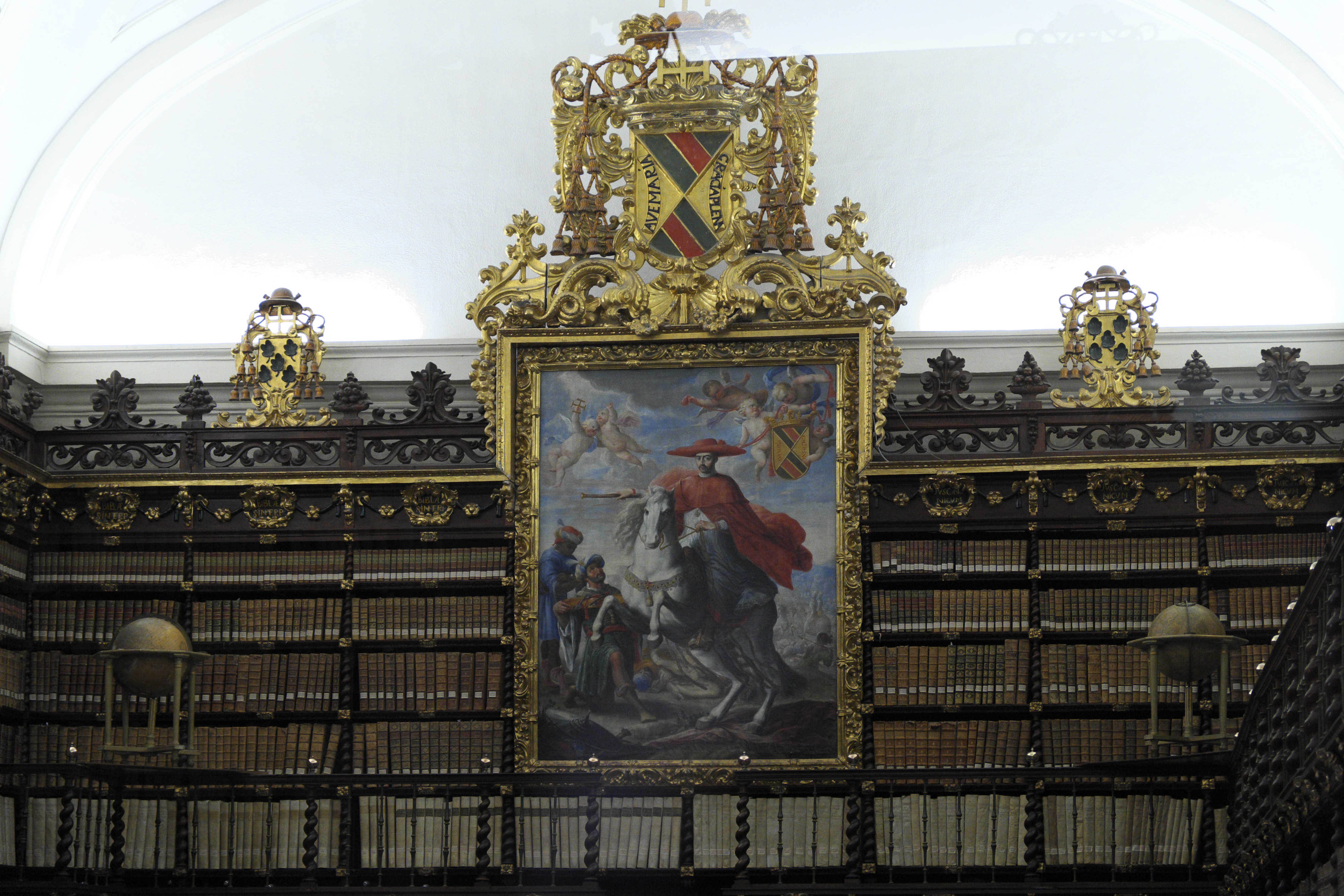
Bibliothekssaal, Gemälde des Kardinals Pedro González de Mendoza
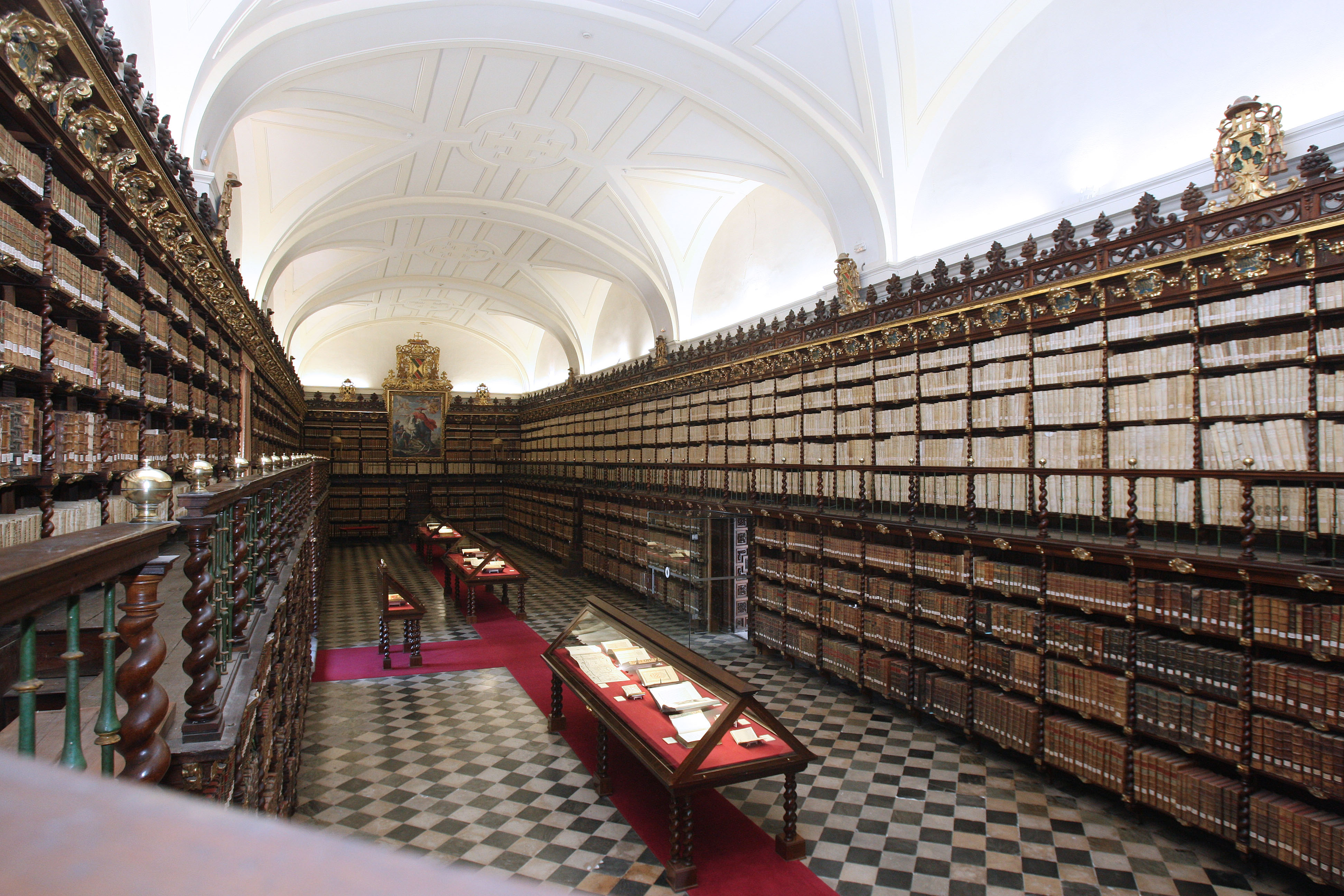
Bibliothekssaal
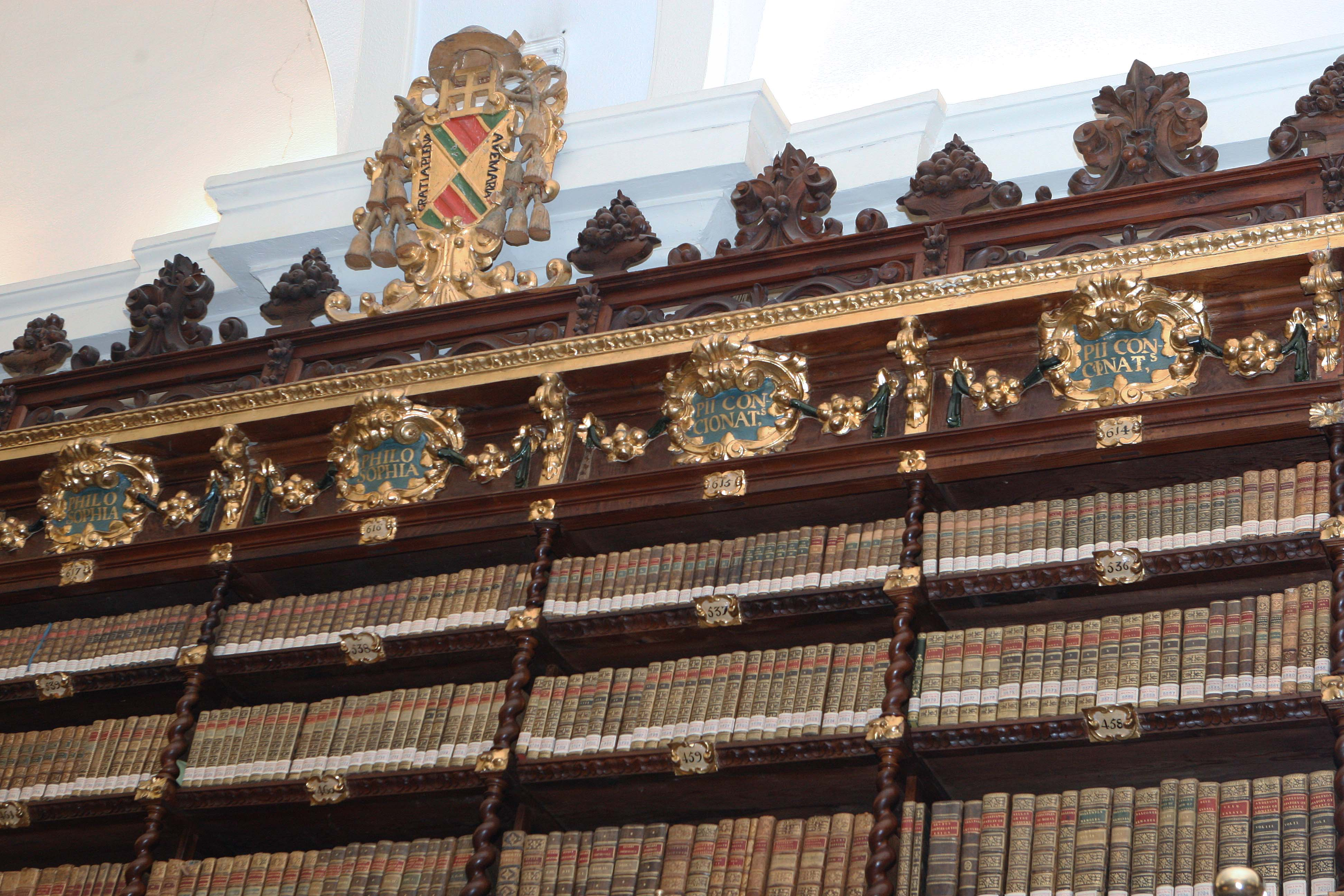
Bücherschränke mit dem Wappen des Kardinals Pedro González de Mendoza

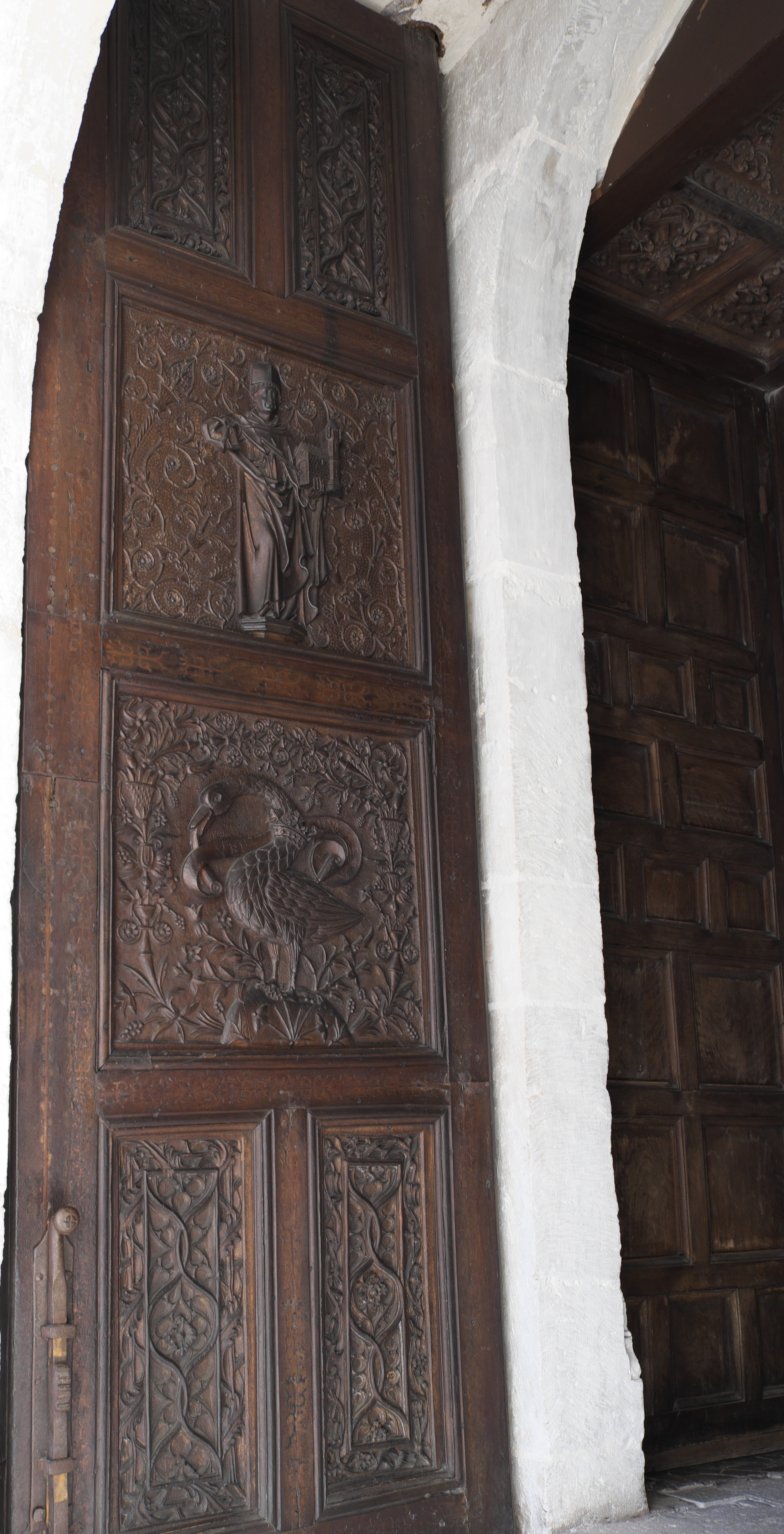
Tür zur Bibliothek

Die holzgeschnitzten Türflügel am Eingang zum Bibliothekssaal sind mit Reliefs verziert. Es werden eine Figur mit dem Modell einer Kirche in der Hand dargestellt und ein Bischof mit Mitra und Bischofsstab, der ein geöffnetes Buch präsentiert, aus dem drei Pfeile ragen. Ein Relief weist ein vogelartiges Wesen mit einer Krone um den Hals auf. Ein weiteres Relief zeigt das Wappen des Kardinals Pedro González de Mendoza. Auf dem Wappenschild sind Feigenblätter zu sehen, darüber das Jerusalemkreuz, dem das Kolleg geweiht war.

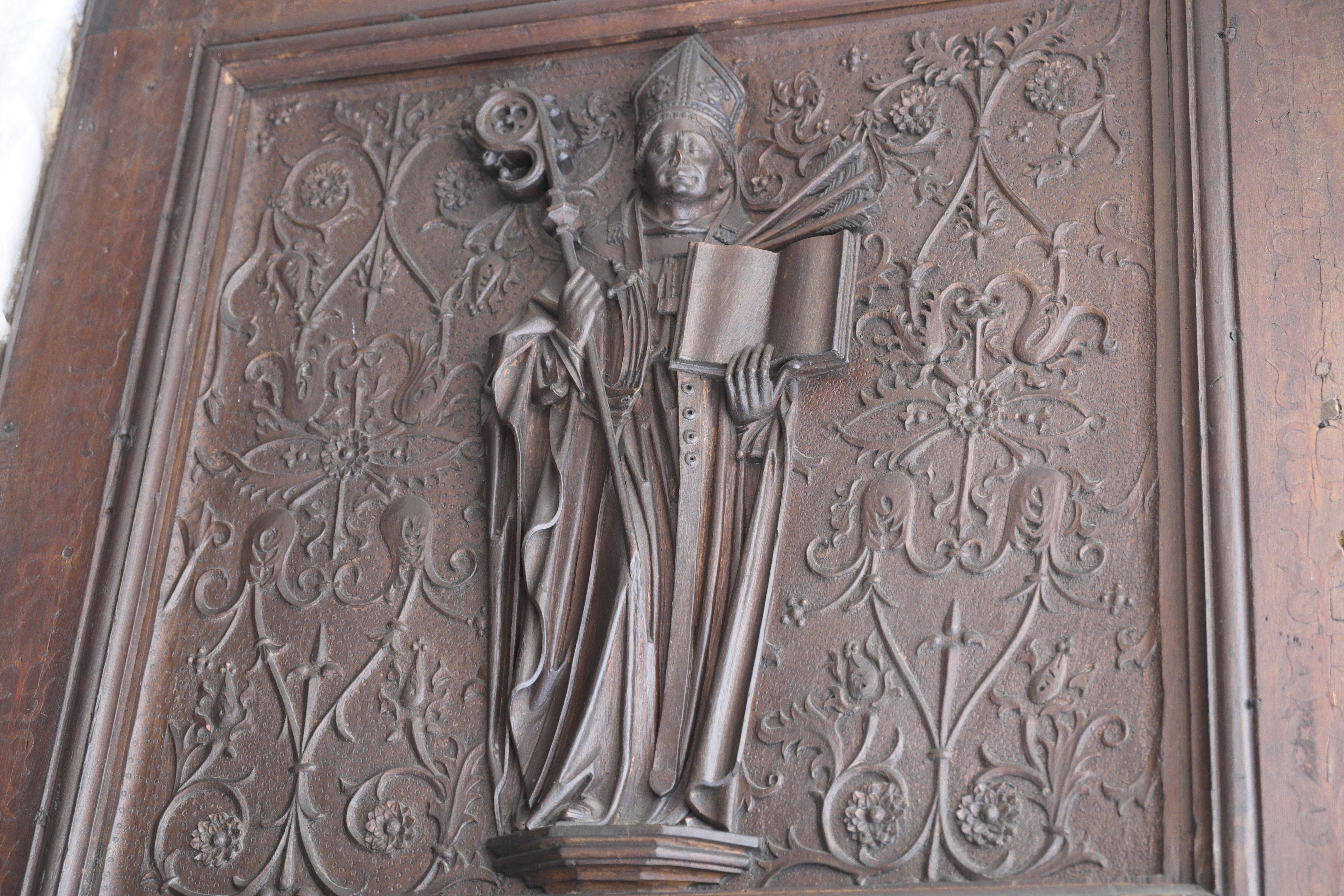
Bischof
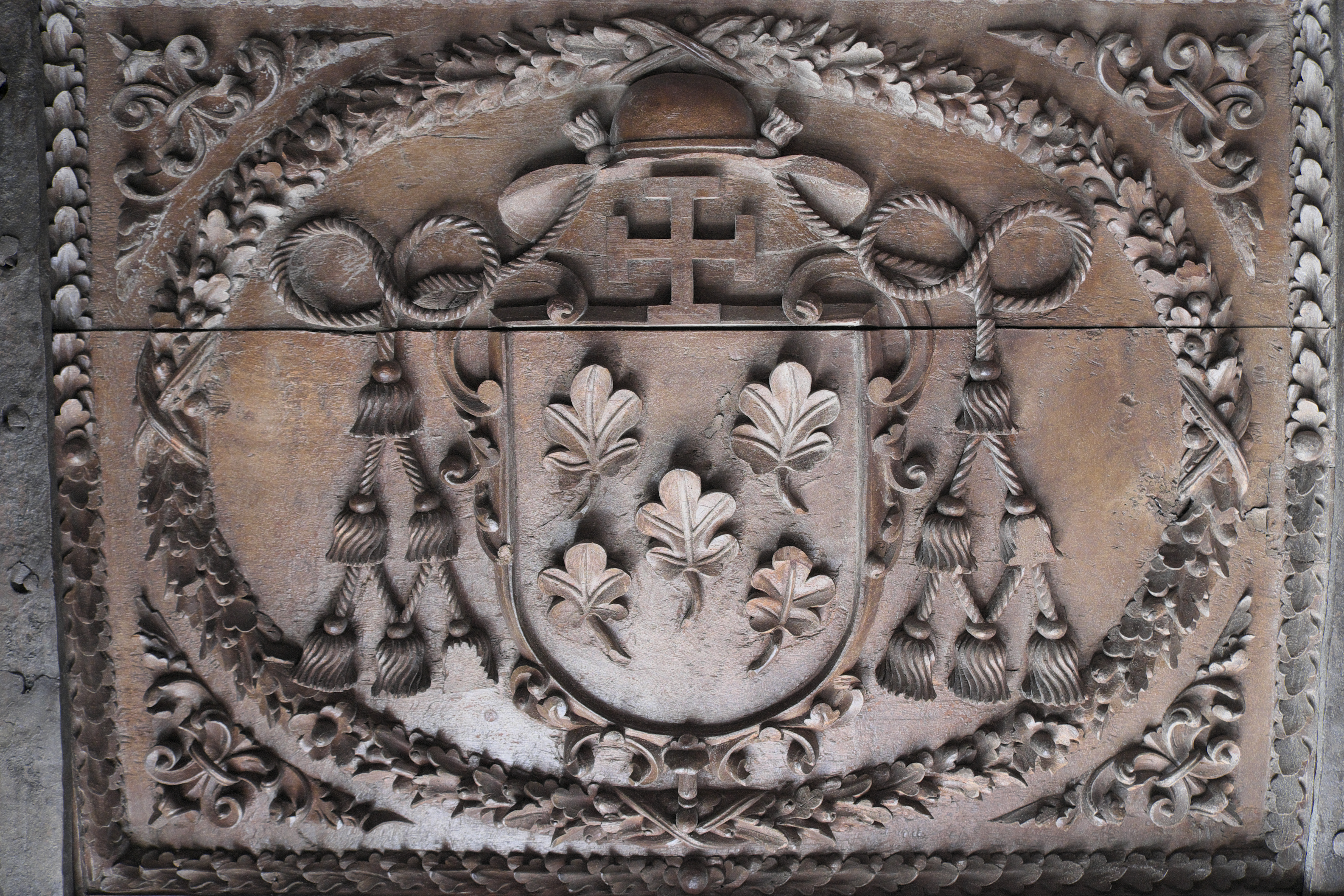
Wappen des Kardinals Pedro González de Mendoz
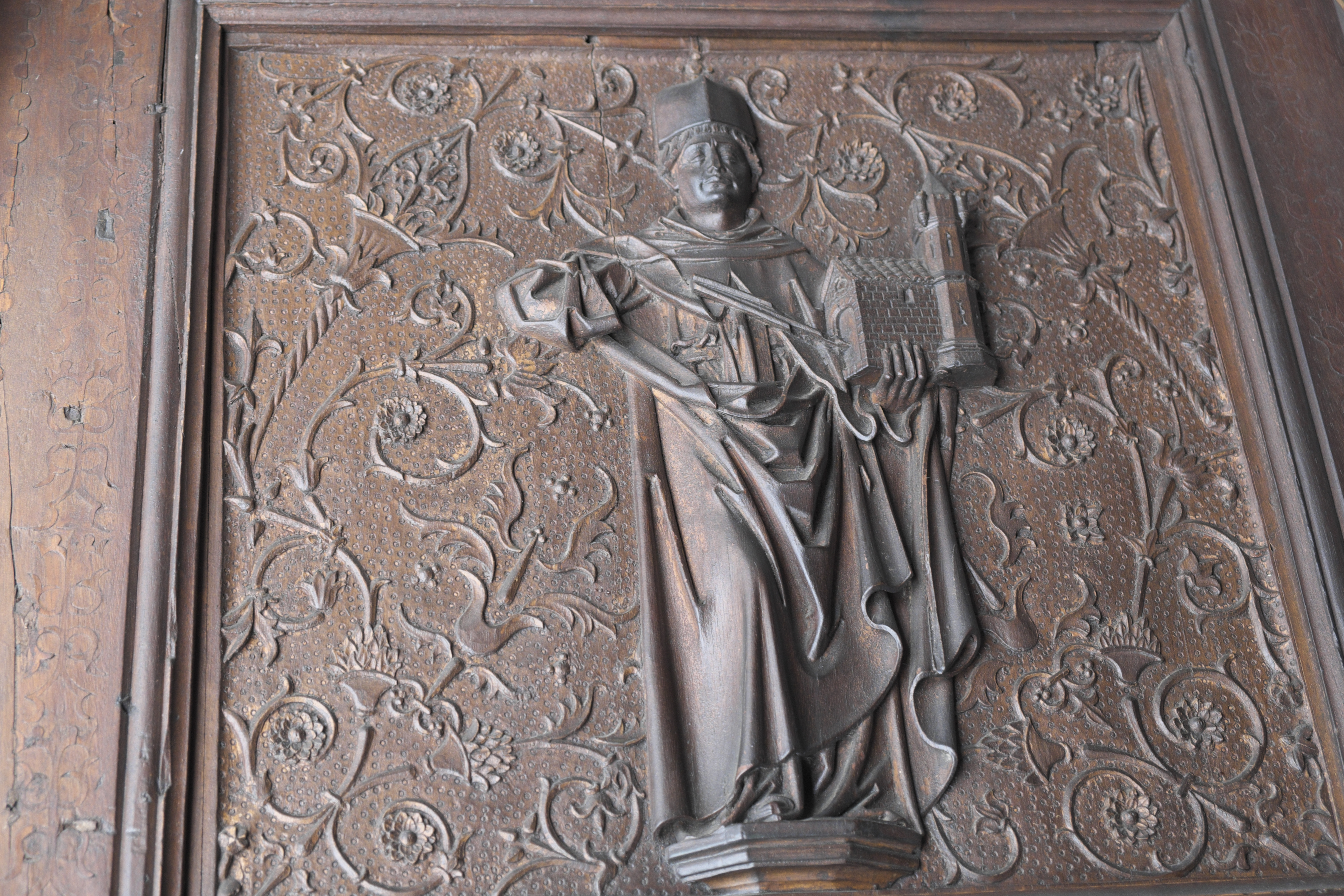
Figur mit Kirchenmodell

## Bücherbestand
Die Bibliothek Santa Cruz beherbergt sämtliche vor 1835 publizierten Werke der Universitätsbibliothek von Valladolid. Den Grundstock bildeten zunächst die Bücher, die Kardinal Mendoza der Bibliothek zur Verfügung gestellt hatte. Im Laufe der Zeit wurde der Bestand durch Schenkungen und Ankäufe erweitert. Zu Beginn des 19. Jahrhunderts besaß die Bibliothek etwa 13 000 Bände. Zum heutigen Bestand gehören weitere 11 000 Bände, die aus der Universitätsbibliothek von Valladolid stammen. Hierzu zählen die Werke aus den 1767 aufgelösten Jesuitenkollegien. Weitere Werke kamen aus Klöstern, die 1836 während der Desamortisation unter Juan Álvarez Mendizábal aufgehoben wurden.

### Handschriften
Die Bibliothek versteht sich vor allem als Stätte der Erforschung von Handschriften, Inkunabeln und frühen Drucken. Sie besitzt 521 Manuskripte, von denen der Beatus von Valcavado, eine Abschrift des nach dem Mönch Beatus von Liébana benannten Kommentars zur Offenbarung des Johannes aus dem Jahr 970 das älteste und wertvollste darstellt. Die mit 87 farbigen Miniaturen versehene Pergamenthandschrift ist in westgotischer Schrift abgefasst.

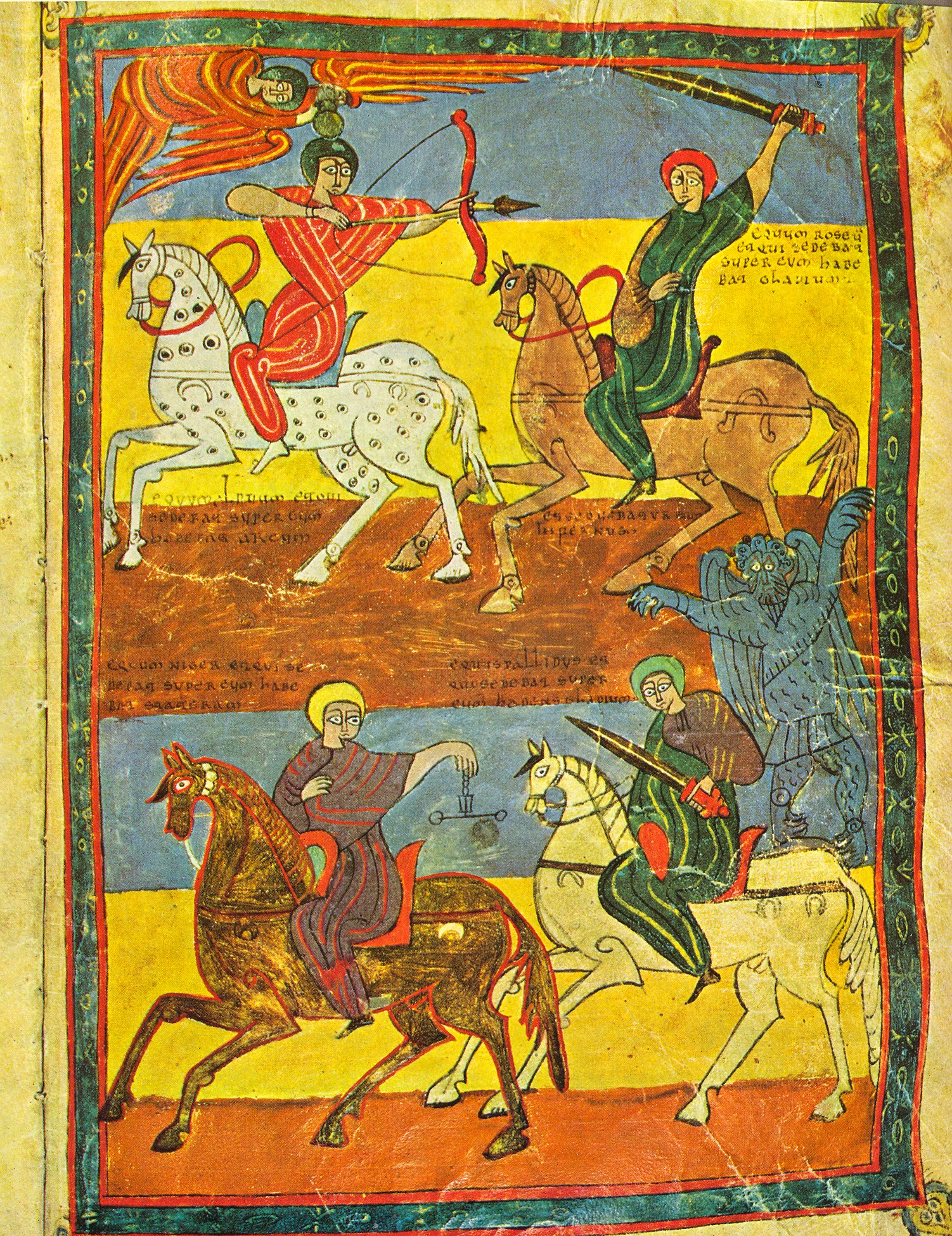
Beatus von Valcavado, die vier Apokalyptischen Reiter
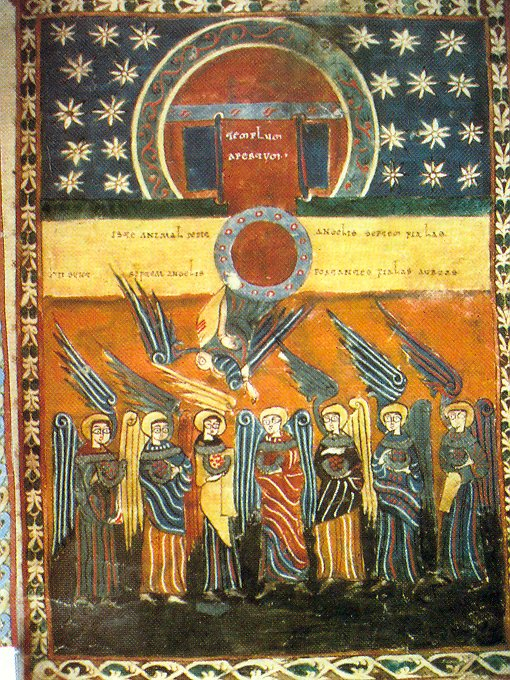
Beatus von Valcavado, die sieben Engel mit den sieben letzten Plagen
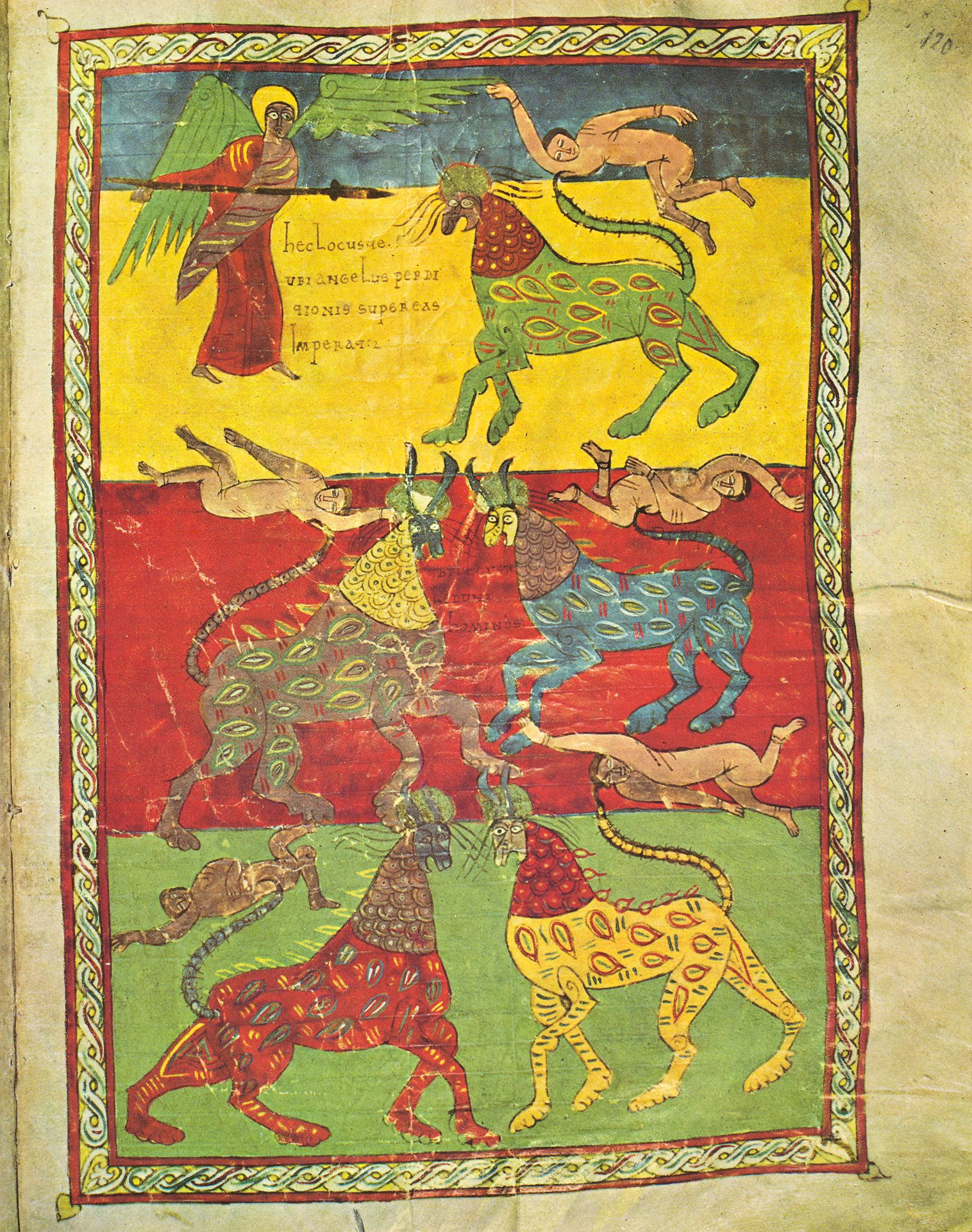
Beatus von Valcavado, Heuschreckenplage

### Inkunabeln und frühe Drucke
Die frühen Drucke umfassen 355 Werke, etwa 200 sind Wiegendrucke. Das älteste Druckwerk wurde 1471 in Rom gedruckt. Die Bibliothek besitzt ein Exemplar des Kalenders von Regiomontanus aus Königsberg in Bayern, das 1476 von Erhard Ratdolt in Venedig gedruckt wurde. Es ist das erste Buch mit einem Titelblatt, auf dem die Namen des Autors, des Druckers und seiner Mitarbeiter (Bernhard Maler (Pictor) und Peter Löslein oder Lösslein) sowie das Erscheinungsjahr genannt sind. Das Exemplar des Fasciculus temporum des aus Laer stammenden Kartäusermönchs Werner Rolevinck wurde 1480 in Sevilla gedruckt und gilt als das erste mit Abbildungen versehene Buch, das in Spanien hergestellt wurde.

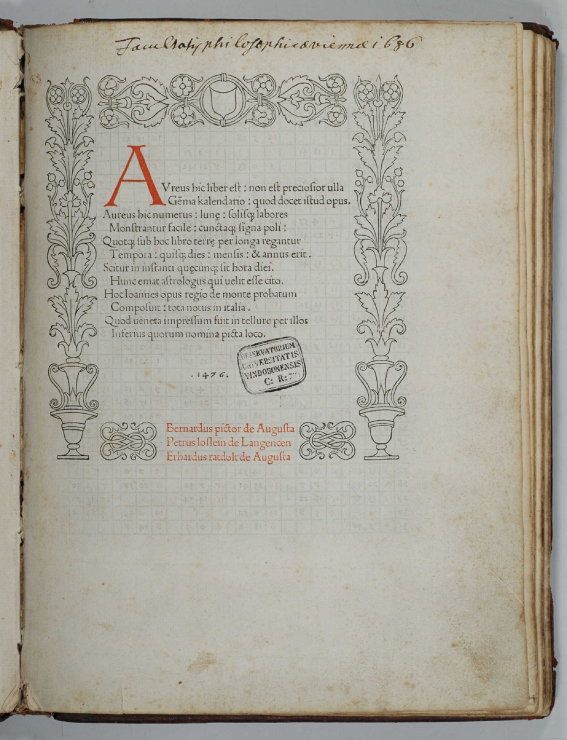
Titelseite des Kalenders von Regiomontanus, Exemplar der Universitätsbibliothek in Wien
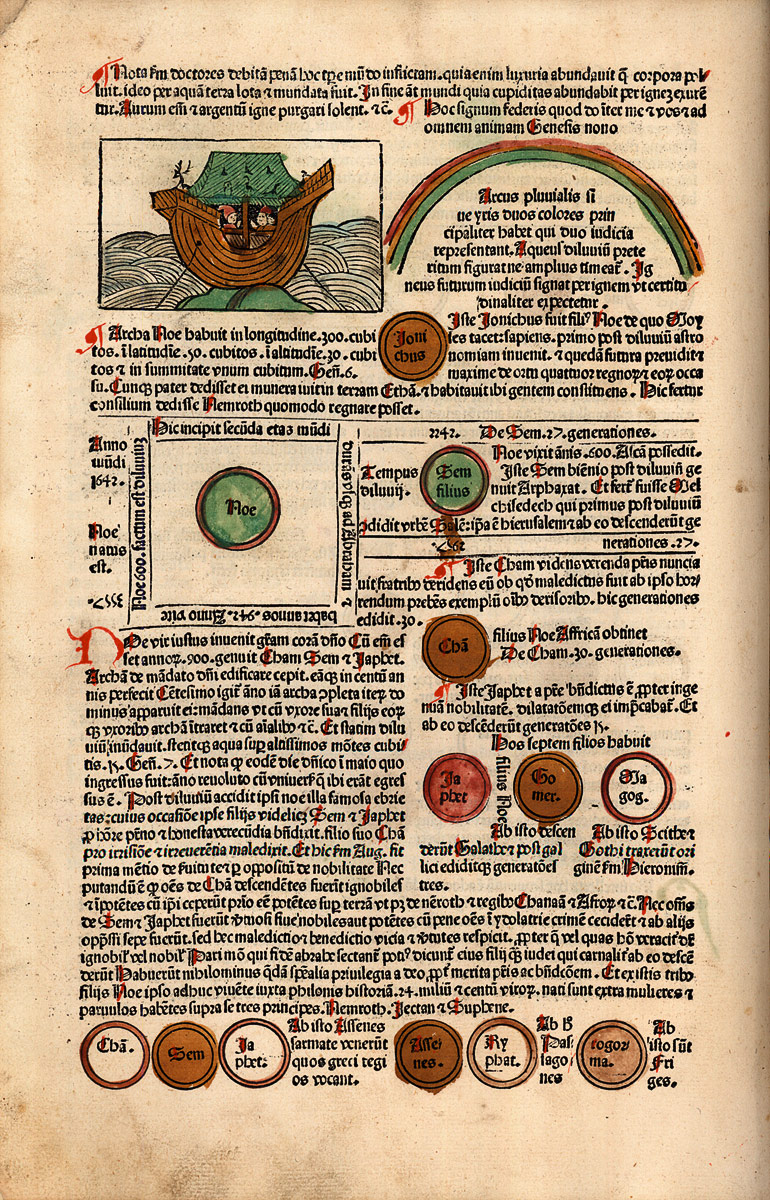
Fasciculus temporum, Seite aus einem 1483 in Köln erschienen Exemplar

### Raritäten
Besonders seltene Ausgaben aus der ersten Hälfte des 16. Jahrhunderts sind La Crónica de Juan II von Fernán Pérez de Guzmán, das 1517 in Logroño erschienen ist, und El Arte de Navegar von Pedro de Medina, das 1545 in Valladolid gedruckt wurde. Die Erstausgabe von La Jerusalén conquistada von Lope de Vega wurde 1609 in Madrid bei Juan de la Cuesta gedruckt, der vor allem als Verleger des Don Quijote von Miguel de Cervantes berühmt wurde.